# Chesney Hawkes
Chesney Lee Hawkes, född 22 september 1971 i Windsor i Berkshire i England, är en artist och låtskrivare. Han är mest känd för sin one-hit wonder-låt "The One and Only".

## Liv och karriär
Hawkes är son till Len ’Chip’ Hawkes, sångare i gruppen The Tremeloes, och Carol Dilworth, som är skådespelerska och tv-värdinna. Han har en bror, Jodie, som är trummis i Chesneys band och en syster, Keely, som är sångare i gruppen Transister. Chesney Hawkes är gift och har tre barn.
Cheney Hawkes karriär började med att han som nittonåring sökte och fick huvudrollen i filmen Buddy's Song. Han fick då också spela in låten "The One And Only" som ingick i soundtracket till filmen. Till långfilmen Doc Hollywood med Michael J Fox var den även titelmelodi till. Filmen blev inte så stor, men låten blev en hit över hela världen i mars 1991. Bland annat tillbringade den fem veckor på Englandslistans förstaplats.
Ingen av de följande singlarna från debutalbumet blev några större hitlåtar till stor besvikelse för Chesney och hans far som då fungerade som manager åt sin son. Trots detta gjorde Chesney och hans band omfattande turnéer världen över, med goda recensioner. Ett försök till uppföljning av succén från 1991 gjordes 1993 med albumet What's Wrong With This Picture?. Det gavs dock bara ut i Europa (ej i Storbritannien). Det blev snabbt bortglömt och Chesney försvann ur offentligheten.
Chesney hade flyttat till USA men återvände till England för några få konserter på universitet och andra studentevenemang i början av 2000. Hans uppträdanden blev mycket populära då de som mindes honom från 1991 nu var studenter och Chesney alltid gjort bra liveframträdanden. Han har fortsatt turnera och spela på liknande evenemang runt om i Storbritannien och har nu en hängiven grupp fans bland studenterna i England som inte låter folk glömma bort "The One And Only".
Två singlar har Hawkes släppt under eget namn under 2000-talet: "Stay Away Baby Jane" som kom 2002 och "Another Fine Mess" som gavs ut i maj 2005.
Hawkes deltog i två brittiska kändistävlingar under 2005 vilket åter satte honom i offentlighetens ljus, om dock endast i Storbritannien. TV-programmen var The Games där kändisar (ej kända genom sportframgångar) tävlade mot varandra i olika idrottsgrenar, och Hit Me Baby One More Time som gav f.d. artister en chans till i musikvärlden.
För övrigt skriver Chesney Hawkes mycket musik för andra artister, och har en aktiv sida på Myspace där han lägger upp egna låtar. Han jobbar också en del ihop med komikern Tony Hawks med låtskrivande som även dessa finns tillgängliga på Myspace.

## Diskografi

### Album
- The Buddy's Song Soundtrack/The One and Only (USA titel) (1991)
- Get The Picture (1993 – Endast Europa)

### Singlar
- "The One And Only" (Mars 1991) #1 UK
- "I'm A Man Not A Boy" (Maj 1991) #27 UK
- "Secrets Of The Heart" (September 1991) #57 UK
- "Feel So Alive" (December 1991)
- "What's Wrong With This Picture" (Maj 1993) #63 UK
- "Missing You Already" (Juli 1993)
- "Black And White People" (September 1993)
- "Stay Away Baby Jane" (Januari 2002) #74 UK
- "Another Fine Mess" (Maj 2005) #48 UK

## Filmografi
- Buddy's Song (1991) - Buddy
- Prince Valiant (1997) - Stable Hand